# Złoty Medal Sverdrupa
Złoty Medal Sverdrupa – najwyższa nagroda Amerykańskiego Towarzystwa Meteorologicznego przydzielana badaczom, którzy w istotny sposób przyczynili się do rozwoju wiedzy o oddziaływaniu pomiędzy oceanem i atmosferą.
Medal jest przyznawany na cześć oceanografa Heralda Sverdrupa.

## Medaliści
Źródło: American Meteorological Society (Wybierz nazwę nagrody i kliknij "submit")
- 2005 Joseph Pedlosky. Za rozwój hydrodynamiki geofizycznej, w tym teorii niestabilności baroklinowej oraz cyrkulacji oceanicznej napędzanej wiatrem i strumieniami wypornościowymi.

- 2006 Peter K. Taylor. Za ważny wkład w zrozumienie interakcji ocean–atmosfera oraz za zdecydowane przywództwo w badaniach nad klimatyczną rolą strumieni powietrze–morze, opartych na pomiarach prowadzonych na statkach.

- 2007 David L. Anderson. Za rozległy wkład w poprawę przewidywalności i prognozowania zmienności klimatu oraz w lepsze zrozumienie dynamiki oceanów i zjawiska El Niño.

- 2008 Dean Roemmich. Za znakomite pomiary i prace dotyczące opisu wpływu oceanu na klimat oraz za wiodącą rolę w stworzeniu i rozwoju sieci profilatorów Argo.
- 2009 Christopher W. Fairall. Za ważny, stały wkład w badania interakcji powietrze-morze, w szczególności obserwację i modelowanie transferów fizycznych i gazowych w warunkach od spokojnych po burze, od tropików po arktyczne.
- 2010 Bruce A. Warren. Za pogłębianie naszej wiedzy na temat ogólnej cyrkulacji oceanu poprzez obserwacje i dynamiczną interpretację.
- 2011 Eric A. D'Asaro. Za pionierski postęp instrumentalny, obserwacyjny i analityczny w zrozumieniu odpowiedzi górnych warstw oceanu na wymuszanie atmosferyczne.
- 2012 Allan J. Clarke. Za fundamentalny wkład w dynamikę prądów oceanicznych i interakcji powietrze-morze, ze szczególnym uwzględnieniem El Niño / Oscylacji Południowej.
- 2013 Ken Melville. Za pionierski wkład w pogłębianie wiedzy na temat roli przerwania fal powierzchniowych i powiązanych procesów w interakcji powietrze-morze.
- 2014 John Marshall. Za fundamentalne spostrzeżenia na temat przemian masy wody i głębokiej konwekcji oraz ich implikacji dla globalnego klimatu i jego zmienności.
- 2015 Claude Frankignoul. Za głęboki wkład w zrozumienie stochastycznego wymuszania oceanu przez atmosferę i sprzężenia zwrotnego oceanu.
- 2016 Michael McPhaden. Za fundamentalny i obszerny wkład w zrozumienie, obserwację i prognozowanie zmienności tropikalnego klimatu oceanicznego i atmosferycznego.
- 2017 Shang-Ping Xie. Za fundamentalny wkład w zrozumienie sprzężonych procesów sprzężenia zwrotnego ocean-atmosfera zaangażowanych w zmienność klimatu.
- 2018 Michael Alexander. Za innowacyjne i wnikliwye badania interakcji powietrze-morze na dużą skalę i ich roli w zmienności klimatu, a także interdyscyplinarnych prac nad wpływem zmian klimatu na ekosystemy morskie.
- 2019 Fei-Fei Jin. Za przełomowy i trwały wkład w zrozumienie interakcji oceanicznej atmosfery w tropikach i na średnich szerokościach geograficznych.
- 2020 Peter R. Gent. Za fundamentalny wkład w zrozumienie roli oceanu w klimacie i jego reprezentacji w modelach systemu Ziemi.
- 2021 Sarah T. Gille. Za wybitne prace nad cyrkulacją oceaniczną oraz interakcjami pomiędzy atmosferą a oceanem na południowym Oceanie, a także ich wpływem na kriosferę, ekosystemy morskie i klimat Ziemi.
- 2022 Shuyi S. Chen. Za fundamentalny wkład w zrozumienie tropikalnych interakcji powietrze-morze poprzez innowacyjne wykorzystanie obserwacji i zintegrowane modelowanie atmosfery, fal i oceanu.
- 2023 Gerald A. Meehl. Za integrację obserwacji, modeli i teorii w celu zrozumienia zmienności oraz zmian w oceanie i atmosferze.